# جوزيف بي. كرولي
جوزيف بي. كرولي (بالإنجليزية: Joseph B. Crowley)‏ هو قاضي ومحامي وسياسي أمريكي، ولد في 19 يوليو 1858 في كوشوكتون في الولايات المتحدة، وتوفي في 25 يونيو 1931 في روبنسون في الولايات المتحدة. حزبياً، نشط في الحزب الديمقراطي. وقد انتخب عضو مجلس النواب الأمريكي.